# МКС-36
МКС-36 — тридцять шостий довготривалий екіпаж Міжнародної космічної станції. Його робота розпочалася 13 травня 2013 року з моменту відстиковки від МКС корабля Союз TMA-07M, який повернув на Землю попередній екіпаж МКС-35 та завершилася 11 вересня 2013 року.

## Екіпаж[1]
| Посада/Період перебування на МКС | з 28 березня 2013 року           | з 28 травня по 11 вересня 2013 року |
| -------------------------------- | -------------------------------- | ----------------------------------- |
| Командир                         | Павло Виноградов (3), ФКАР       | Павло Виноградов (3), ФКАР          |
| Бортінженер 1                    | Олександр Місуркін (1), ФКАР     | Олександр Місуркін (1), ФКАР        |
| Бортінженер 2                    | Кристофер Джон Кессіді (2), НАСА | Кристофер Джон Кессіді (2), НАСА    |
| Бортінженер 3                    |                                  | Карен Найберг (3), НАСА             |
| Бортінженер 4                    |                                  | Федір Юрчихін (3), ФКАР             |
| Бортінженер 5                    |                                  | Лука Пармітано (1), ЄКА             |

## Значимі події
Експедиція розпочала роботу 13 травня 2013 року з моменту відстиковки від МКС корабля Союз TMA-07M, який повернув на Землю попередній екіпаж МКС-35.
28 травня 2013 року корабель Союз ТМА-09М доставив на борт МКС ще трьох космонавтів — Карена Найберга, Федора Юрчихіна і Луку Пармітано.
Експедиція закінчила роботу 11 вересня 2013 року, коли від МКС відєднався корабель Союз TMA-08M, який повернув на Землю Павла Виноградова, Олександра Місуркіна і Кристофера Кессіді.